# Josef Breuer
Josef Breuer (ur. 15 stycznia 1842 w Wiedniu, zm. 20 czerwca 1925 tamże) – austriacki lekarz, fizjolog i filozof, twórca (razem z Sigmundem Freudem) metody katartycznej.

## Życiorys
Urodził się jako syn Leopolda Breuera, nauczyciela religii w wiedeńskiej gminie żydowskiej. W wieku dwudziestu dwóch lat (1863) otrzymał tytuł doktora medycyny; pięć lat później poślubił Matilde Altman – miał z nią pięcioro dzieci.
Habilitował się z fizjologii, na podstawie badań zmysłu równowagi, regulacji temperatury ciała i oddychania (odruch Heringa-Breuera). Jego pacjentami byli znani koledzy z Wydziału Medycznego Uniwersytetu Wiedeńskiego oraz znane osobistości życia towarzyskiego Wiednia.
Amerykańsko-żydowski autor Irvin Yalom napisał powieść na podstawie jego biografii.

## Współpraca z Freudem
Do historii nauki wszedł jednak Breuer przede wszystkim jako twórca (razem z Sigmundem Freudem) tzw. terapii katartycznej. Opracowali oni tę metodę na podstawie doświadczeń zebranych w latach 1880-1881 podczas terapii Berthy Pappenheim, znanej w dziejach psychoanalizy pod pseudonimem Anna O. To właśnie wyniki tych badań stanowią rdzeń opublikowanych przez Freuda i Breuera w 1895 roku Studien über Hysterie (Studia nad histerią, wcześniej, w 1893 roku, ogłoszonych w wersji okrojonej pt. Über den psychischen Mechanismus hysterischer Phänomene). 
Z postacią Josefa Breuera związane jest również samo pojęcie „psychoanalizy”. W liście do Sigmunda Freuda Breuer zaproponował mu, by na podstawie Edypa Króla Sofoklesa – tragedii określonej przez Friedricha Schillera mianem „tragicznej analizy” - nazwać wynalezioną przez nich obu metodę katartyczną psychoanalizą, albowiem oni obaj – podobnie jak Edyp zwalczył dręczącą Teby zarazę, tropiąc i wypowiadając prawdę - sprowadzili „histeryczne” objawy swej pacjentki do ich genezy tkwiącej w przeżyciu traumatycznym z wczesnych lat życia (list ten, przechowywany w Archiwum Freuda w Nowym Jorku, do dzisiaj nie został opublikowany w żadnym wydaniu jego korespondencji).

## Wybrane prace
- Zwei Fälle von Hydrophobie. In: Wiener medizinische Wochenschrift 18 (1868). Sp. 178 f., 210-213.
- Das Verhalten der Eigenwärme in Krankheiten. In: Wiener medizinische Wochenschrift 18 (1868). Sp. 982-985, 998-1002.
- Die Selbststeuerung der Athmung durch den Nervus vagus. In: Sitzungsberichte der Akademie der Wissenschaften Wien, math.-naturw. Kl. 58/2 (1868), S. 909-937.
- Bemerkungen zu Senator's „Beiträge zur Lehre von der Eigenwärme und dem Fieber“. In: Arch. path. Anat., Berlin 46 (1969), S. 391 f.
- Über Bogengänge des Labyrinths. In: Allg. Wien. med. Ztg. 18 (1873), S. 598, 606.
- Über die Function der Bogengänge des Ohrlabyrinthes. In: Med. Jb., Wien 1874. S. 72-124.
- Zur Lehre vom statischen Sinne (Gleichgewichtsorgan). Vorläufige Mittheilung. In: Anz. Ges. Ärzte, Wien 1873. Nr. 9 (17. Dezember 1873), S. 31-33.
- Beiträge zur Lehre vom statischen Sinne (Gleichgewichtsorgan, Vestibularapparat des Ohrlabyrinths). Zweite Mittheilung. In: Med. Jb., Wien 1875. S. 87-156.
- Neue Versuche an den Ohrbogengängen. In: Arch. Physiol. 44 (1889), S. 135-152.
- Über die Funktion der Otolithen-Apparate. In: Arch. Physiol. 48 (1891), S. 195-306.
- Über Brommastitis. In: Wien. med. Presse 35 (1894), Sp. 1028.
- Über Bogengänge und Raumsinn. In: Arch. Physiol. 68 (1897), S. 596-648.
- Die Krisis des Darwinismus und die Teleologie. Vortrag, gehalten am 2. Mai 1902. In: Vorträge und Besprechungen. (1902), S. 43-64. Nachdruck der Ausgabe 1902: Edition diskord, Tübingen 1986.
- Über Galvanotropismus bei Fischen. In: Zbl. Physiol., Wien 16 (1902), S. 481-483.
- Studien über den Vestibularapparat. In: Sitzungsberichte der Akademie der Wissenschaften Wien, math.-naturw. Kl. 112/3(1903), S. 315-394.
- Über den Galvanotropismus (Galvanotaxis) bei Fischen. In: Sitzungsberichte der Akademie der Wissenschaften Wien, math.-naturw. Kl. 114/3 (1905), S. 27-56.
- Über das Gehörorgan der Vögel. In: Sitzungsberichte der Akademie der Wissenschaften Wien, math.-naturw. Kl. 116/3 (1907), S. 249-292.
- Bemerkungen zu Dr. H. Abels Abhandlung „über Nachempfindungen im Gebiete des kinästhetischen und statischen Sinnes“. In: Zschr. Psychol. Physiol. Sinnesorg. 45 (1907), 1. Abt., S. 78-84.
- Über Ewald's Versuch mit dem pneumatischen Hammer (Bogengangsapparat). In: Zschr. Sinnesphysiol. 42 (1908), S. 373-378.
- Curriculum vitae [1923]. In: Dr. Josef Breuer 1842-1925. Wien o. J. [1927]. S. 9-24.
- Ein telepathisches Dokument. In: Umschau 28 (1924). S. 215 f.
- Josef Breuer / Rudolf Chrobak: Zur Lehre vom Wundfieber. Experimentelle Studie. In: Med. Jb., Wien 22/4 (1867). S. 3-12.
- Josef Breuer / Sigmund Freud: Über den psychischen Mechanismus hysterischer Phänomene. Vorläufige Mittheilung. In: Neurol. Zbl. 12 (1893), S. 4-10, 43-47; zugleich in: Wien. med. Blätter 16 (1893), S. 33-35, 49-51.
- Sigmund Freud / Josef Breuer: Studien über Hysterie. Franz Deuticke, Leipzig + Wien 1895. Neudruck: 6. Auflage. Fischer, Frankfurt a. M. 1991. ISBN 3-596-10446-7
- Josef Breuer / Alois Kreidl: Über die scheinbare Drehung des Gesichtsfeldes während der Einwirkung einer Centrifugalkraft. In: Arch. Physiol. 70 (1898), S. 494-510.
- Sigmund Freud, Josef Breuer, Studia nad histerią, przełożył Robert Reszke, Wydawnictwo KR, Warszawa 2008.